# 巴迪亚帕韦塞
巴迪亚帕韦塞（義大利語：Badia Pavese），是意大利帕维亚省的一个市镇。总面积5平方公里，人口430人，人口密度86.0人/平方公里（2009年）。国家统计（ISTAT）代码为018006。